# Benidormi Dalfesztivál
A Benidormi Dalfesztivál (spanyolul eredetileg: Festival Internacional de la Canción de Benidorm) egy évente megrendezett dalfesztivál volt, Benidormban, Spanyolországban. A fesztivál az olasz Sanremói Dalfesztivál nyomán született, hogy Benidormot és a spanyol zenét népszerűsítsék.

## Története
Már 1951 óta felmerült ötletként, hogy az olasz Sanremói dalfesztivál mintájára egy spanyol nyári zenei fesztivál kerüljön megrendezésre.  Az eseményre Benidormban, az El Tío Quico nevű kioszknál került sor. Az eseményen ott volt Pedro Zaragoza Benidorm polgármestere, Carlos Villacorta, író, újságíró a francoista Mozgalom Főtitkárságának sajtósa. Az első győztes dal 1959-ben az "Un telegramma" volt Mona Bell és Juanito Segarra előadásában. A fesztivál megrendezésére továbbra is Benidormban került sor, annak ellenére hogy számos dél-spanyolországi város vállalta volna el a fesztivál megrendezését. 1959-1971 közötti időszakot tekintik a fesztivál aranykorának. Olyan híres slágerek születtek ekkor, mint a  "Comunicando", "Quisiera ser", "Tu loca juventud", "La vida sigue igual" és "Amor amargo" című dalok.  A spanyol könnyűzene olyan feltörekvő énekesei vettek részt a fesztiválon, mint Dúo Dinámico, Raphael, Bruno Lomas, Joe y Luis, Michel, Los Gritos és Julio Iglesias.  Mellettük már olyan ismert énekesek is képviseltették magukat, mint  Karina, Víctor Manuel, Lolita Garrido és Manolo Otero.
1972 és 1985 között megtartott időszakra általános a színvonal esése volt jellemző. Ennek jele, hogy csak az Emilio José által előadott Soledad című dal lett sikeres Spanyolország, a többi győztes dal nem ért el átütötő sikert. Ám olyan szolisták kaptak díjakat, mint Eduardo Rodrigo, Mochi, Juan Camacho vagy Dyango. Olyan versenyzők is ekkor lettek ismertek, mint Betty Missiego, Braulio, Tito Mora vagy José Vélez. A spanyol demokratikus átmenet után általános érdektelenség kísérte a fesztivált, hisz az új, szabadabb politikai légkör mellett a zenei közízlés is teljesen megváltozott Spanyolországban. Ennek következtében nem tartották meg 1979-ben és 1984-ben a fesztivált, az 1983-as kiadásban csak válogatás volt az aktuális slágerekből, de nem volt versenyzés. 1985-ben tettek még a szervezők egy utolsó kísérletet, a fiatal közönség megnyerésére: meghívták az Alphavillet, Seguridad Social vagy Aerolíneas Federales pop-rock együtteseket. Ám nem sikerült a fesztivál népszerűségét visszanyerni, így 1986 és 1992 között nem rendezték meg a fesztivált.
1993-ban újra megtartották a fesztivált, ezúttal a közvetítés a Telecinco kereskedelmi csatornához került, és két kategóriát határoztak meg. Pop-rock és könnyű dalok kategóriák. A fesztivál neve Benidormi Nemzetközi Dalfesztivál lett. 1994-től pedig ismét a régi díjazást adták vissza a nyerteseknek. A csekély média érdeklődés ellenére, olyan énekesek nyerték meg a fesztivált, mint Alazán, Coral Segovia és La Década Prodigiosa valamint a dalszövegírók Pablo Motos és Rosana Arbelo. Valamint, olyan már akkor ismert énekesek szerepeltek a fesztiválon, mint Esmeralda Grao, Paco Arrojo, Pasión Vega, Luis Livingstone, Mikel Herzog, A las 10 en casa, Barei (Dos Puntos duó tagjaként), Jesús Cisneros és Inma Serrano. 2006-ban a 39. fesztivál megtartásával véget ért a Benidormi fesztivál és azóta nem rendezték meg ebben a formátumban a fesztivált.
2022-ben megújult formában, Benidorm Fest néven tért vissza a verseny, melynek a győztese képviselheti Spanyolországot az Eurovíziós Dalfesztiválon. Az első Benidorm Fest győztese Chanel Terrero lett, aki a nemzetközi versenyen a harmadik helyen végzett SloMo című dalával. 1995 óta ez volt a legjobb eredmény, amit spanyol előadó elért a dalfesztiválon.

## Győztesek
| Kiadás | Év   | Előadók                             | Dal címe                |
| ------ | ---- | ----------------------------------- | ----------------------- |
| 1.     | 1959 | Monna Bell és Juanito Segarra       | Un telegrama            |
| 2.     | 1960 | Arturo Millán                       | Comunicando             |
| 3.     | 1961 | José Francis                        | Enamorada               |
| 4.     | 1962 | Raphael                             | Llevan                  |
| 5.     | 1963 | Alberto Pestaña and Rosalía Garrido | La hora                 |
| 6.     | 1964 | José Casas                          | Eternidad               |
| 7.     | 1965 | Federico Cabo                       | Tu loca juventud        |
| 8.     | 1966 | Alicia Granados                     | Nocturno                |
| 9.     | 1967 | Tony Dallara és Bettina             | Entre los dos           |
| 10.    | 1968 | Julio Iglesias                      | La vida sigue igual     |
| 11.    | 1969 | Mirla Castellanos                   | Ese día llegará         |
| 12.    | 1970 | Donna Hightower and Joe y Luis      | Tus manos               |
| 13.    | 1971 | Ely Forcada                         | Mi rincón               |
| 14.    | 1972 | Eduardo Rodrigo                     | A María yo encontré     |
| 15.    | 1973 | Emilio José}                        | Soledad                 |
| 16.    | 1974 | Juan Erasmo Mochi                   | Un camino hacia el amor |
| 17.    | 1975 | Juan Camacho                        | A ti, mujer             |
| 18.    | 1976 | Dyango                              | Si yo fuera él          |
| 19.    | 1977 | Alfonso Pahino                      | Aléjate                 |
| 20.    | 1978 | Yunque                              | Toro negro              |
| 21.    | 1980 | Jerónimo                            | Quisiera                |
| 22.    | 1981 | José Umbral                         | Y te quiero             |
| 23.    | 1982 | Fernando Ubiergo                    | Yo pienso en ti         |
| 24.    | 1983 | Nem volt verseny                    | Nem volt verseny        |
| 25.    | 1985 | Círculo Vicioso                     | Portero de noche        |
| 26.    | 1993 | El Desierto que Viene               | Tierra del amor         |
| 26.    | 1993 | Romero y sus amigos                 | Sabed amigos            |
| 27.    | 1994 | Esmeralda Grao                      | Fuego y miel            |
| 28.    | 1995 | Tábata Ley                          | Sólo amor               |
| 29.    | 1996 | Malizzia & Malizzia                 | Y no puedo más          |
| 30.    | 1997 | Diego Daniel                        | Soledad                 |
| 31.    | 1998 | Enrique Casellas                    | Seguramente             |
| 32.    | 1999 | Quinta Esencia                      | De manera espontánea    |
| 33.    | 2000 | Alazán                              | Alcanzarás la luna      |
| 34.    | 2001 | Carlos Fénix                        | Mi razón de vivir       |
| 35.    | 2002 | Marta Solís                         | Vida                    |
| 36.    | 2003 | Carlos Barroso                      | Enséñame                |
| 37.    | 2004 | Guy Swimer                          | Sweet Lady              |
| 38.    | 2005 | Coral Segovia                       | Maldito corazón         |
| 39.    | 2006 | La Década Prodigiosa                | A tí                    |
|        |      |                                     |                         |